# Kiemławki Wielkie
Kiemławki Wielkie (niem. Groß Kemlack) – osada w Polsce położona w województwie warmińsko-mazurskim, w powiecie kętrzyńskim, w gminie Barciany.
W latach 1975–1998 miejscowość administracyjnie należała do województwa olsztyńskiego.

## Historia
Wieś lokowana była w roku 1340. Były tu wówczas trzy pruskie służby rycerskie. Jedną służbę na prawie chełmińskim ustanowił później wielki mistrz krzyżacki Winrich von Kniprode.
W roku 1970 w Kiemławkach Wielkich mieszkało 99 osób.
Za czasów PRL'u wieś doskonale spisywała się jako PGR. Była bardziej rozbudowana, posiadała dwa stawy wiejskie i plac zabaw dla dzieci.
Obecnie PGR został wykupiony przez zagranicznego inwestora.
W pobliskim lesie przynależącym do Kiemławek Wielkich można znaleźć pomnik przyrody a mianowicie 3 dęby stojące obok siebie. W jednym z dębów jest wielka dziura, w której jak mówią pogłoski są schowane mundury niemieckie z okresu II Wojny światowej a przy niej jest wbity bagnet. Nikt tego nigdy nie sprawdził gdyż dziura jest na wysokości około 5m.